# Cryptocephalini
Los criptocefalinos (Cryptocephalini) son una tribu de la subfamilia Cryptocephalinae.
Los Cryptocephalini son coleópteros de tamaño pequeño a medio (alrededor de 1.5 a 6.0 mm). El cuerpo generalmente cilíndrico con sus extremos redondeados o puede ser bastante corto y robusto. En vista dorsal la cabeza está completa o casi completamente cubierta por el pronoto. La superficie del cuerpo por lo general es pulida y muchos presentan colores llamativos y con patrones oscuros de bandas, franjas o puntos. Los élitros por lo general tienen hileras claras de puntuaciones. Las antenas son muy delgadas y generalmente de longitud igual o mayor que la mitad de la del cuerpo.
Las larvas acarrean sus propias heces que usan como refugio al igual que otros miembros de esta familia.

## Géneros seleccionados
- Bassareus Haldeman, 1849
- Cryptocephalus
- Diachus J.L.LeConte, 1880
- Griburius Haldeman, 1849
- Lexiphanes Gistel, 1836
- Pachybrachis
- Triachus J.L.LeConte, 1880